# 二溴化钼
二溴化钼是二价钼的溴化物，化学式为MoBr2。其分子结构为[Mo6Br8]Br4，存在二水合物。

## 制备
二溴化钼可由二氯化钼和溴化锂的反应制备。
它也能通过三溴化钼在600 °C（1,112 °F）的真空中歧化得到。